# Konstantin Krasawin
Konstantin Aleksiejewicz Krasawin (ros. Константин Алексеевич Красавин, ur. 7 maja?/20 maja 1917 w mieście Caricyno-Dacznoje (obecnie część Moskwy), zm. 18 stycznia 1988 w Kalininie) – radziecki lotnik wojskowy, podpułkownik, Bohater Związku Radzieckiego (1946).

## Życiorys
Urodził się w rodzinie robotniczej. W 1933 skończył szkołę uniwersytetu fabryczno-zawodowego w Moskwie, a do 1936 9 klas szkoły. Pracował w piekarni w Tyflisie, w 1938 został powołany do Armii Czerwonej, w 1940 ukończył wojskową szkołę lotniczą w Stalingradzie. Od grudnia 1941 uczestniczył w wojnie z Niemcami, walczył na Froncie Zachodnim, Północno-Zachodnim, Kalinińskim, Briańskim, 1 Nadbałtyckim, 3 Białoruskim, ponownie 1 Nadbałtyckim i 2 Ukraińskim. Brał udział w obronie Moskwy, bitwie pod Kurskiem, walkach na terytorium Białorusi, Litwy, Łotwy, Węgier i Czechosłowacji. Był m.in. zastępcą dowódcy 150 gwardyjskiego pułku lotnictwa myśliwskiego i inspektorem-lotnikiem ds. techniki pilotażu i teorii lotów 13 Gwardyjskiej Dywizji Lotnictwa Myśliwskiego 5 Armii Powietrznej w stopniu majora. Do początku kwietnia 1945 wykonał 376 lotów bojowych i stoczył 106 walk powietrznych, w których strącił osobiście 21 samolotów wroga (w tym 17 myśliwców i 4 bombowce) oraz 4 w grupie. W 1955 został zwolniony ze służby w stopniu podpułkownika.

## Odznaczenia
- Złota Gwiazda Bohatera Związku Radzieckiego (15 maja 1946)
- Order Lenina (15 maja 1946)
- Order Czerwonego Sztandaru (trzykrotnie, 13 stycznia 1943, 31 lipca 1943 i 23 maja 1945)
- Order Wojny Ojczyźnianej I klasy (dwukrotnie, 22 lutego 1944 i 11 marca 1985)

I medale.